# Erblira Bici
Erblira Bici, född 27 juni 1995 i Gramsh, Albanien, är en volleybollspelare (vänsterspiker).
Bicis började spela volleyboll i hemstaden Gramsh 2005. Han debuterade i den albanska högsta divisionen 2010-11 med KV Tirana. En klubb som hon förblev kvar med under tre år, under vilka hon vann albanska cupen två och mästerskapet 2012-13. Till säsongen 2013-14 gick hon över till ligakonkurrenten Barleti Volley. Där var hon mycket framgångsrik då laget vann både mästerskap och cup varje säsong under de tre år hon spelade med klubben.
Säsongen 2016-17 flyttade Bici till Italien för spel med Pallavolo Mondovì, i Serie A2 den näst högsta serien. Hon stannade med klubben i två år, innan Bici till säsongen 2018-19 gick över till AGIL Volley, i Serie A1 (den högsta serien). Med dem vann hon både italienska cupen och CEV Champions League 2018–2019. Till följande säsong gick hon över till ligakonkurrenten UYBA Volley som hon spelade med säsongen 2019-20, innan hon fortsatte till Cuneo Granda Volley.
Säsongen 2021-22 spelade hon i serie A2 med Futura Volley Giovani. Efter en säsong gick hon över till Roma Volley Club i samma serie. Hon var med om att ta klubben upp till serie A1 och utsågs till mest värdefulla spelare i cupen för lag i serien.